# Philippe Beaudry
Pour les articles homonymes, voir Beaudry.
Philippe Beaudry, né le 16 mars 1987 à Sherbrooke au Québec, est un escrimeur canadien. Il pratique le sabre en compétition.

## Carrière
Beaudry débute l'escrime à 13 ans. Prometteur junior, il se révèle lors de la saison 2006-2007 en remportant une médaille de bronze aux championnats du monde junior à Belek. Cette performance, associée à une victoire au tournoi de Montréal, lui valent de terminer la saison au 2e rang mondial des moins de 21 ans. La même saison, il remporte l'épreuve individuelle des Jeux panaméricains de 2007 à Rio de Janeiro et prend l'argent par équipes.
La saison suivante, il décroche une place aux Jeux olympiques de Pékin en remportant l'épreuve qualificative de la zone Amériques à Querétaro. Il y remporte son premier tour contre l'Égyptien Gamal Fathy, mais ne peut rivaliser, au tour suivant, contre le champion olympique en titre Aldo Montano.
En 2011, il conserve son titre de champion aux Jeux panaméricains à Guadalajara et réalise le même parcours par équipes (médaille d'argent). Il réalise la même saison son meilleur parcours aux championnats du monde, battant Boladé Apithy puis Valery Pryiemka pour se qualifier en huitièmes de finale. Il y retrouve Aldo Montano, qui lui inflige une nouvelle défaite cinglante. 
Sa performance améliore néanmoins son classement de façon significative, et il se qualifie d'office pour les Jeux de Londres en tant que second meilleur classé de la zone Amériques. Dispensé de premier tour, il s'incline dès le second face à Dmitri Lapkes.

## Palmarès
- Jeux panaméricains
  -  Médaille d'or aux Jeux panaméricains de 2011 à Guadalajara
  -  Médaille d'or aux Jeux panaméricains de 2007 à Rio de Janeiro
  -  Médaille d'argent par équipes aux Jeux panaméricains de 2011 à Guadalajara
  -  Médaille d'argent par équipes aux Jeux panaméricains de 2007 à Rio de Janeiro

- Championnats panaméricains
  -  Médaille d'argent aux championnats panaméricains d'escrime 2014 à San José
  -  Médaille de bronze aux championnats panaméricains d'escrime 2013 à Carthagène des Indes
  -  Médaille de bronze aux championnats panaméricains d'escrime 2011 à Reno
  -  Médaille de bronze aux championnats panaméricains d'escrime 2010 à San José
  -  Médaille de bronze aux championnats panaméricains d'escrime 2009 à San Salvador
  -  Médaille de bronze aux championnats panaméricains d'escrime 2008 à Querétaro